# 窪田駒吉
窪田 駒吉（くぼた こまきち、1883年（明治16年）10月15日 - 1935年（昭和10年）6月9日）は、日本の実業家。鈴木商店東京支店長を経て、日本製粉社長として同社の経営再建にあたった。

## 人物・経歴
高知県長岡郡介良村（現高知市介良）の貧しい肴屋の子として生まれる。15歳で神戸に出て、阪神樟脳合資会社を経て、金子直吉の知遇を得て鈴木商店に入社。上海出張所詰や天津出張所詰を務めて、鈴木商店が東京進出を果たし1912年に東京支店が設立されると、支配人から東京支店長に就任した。1927年から鈴木商店傘下の日本製粉社長を務め、経営再建にあたった。鈴木商店破綻後、三井物産に支援を求め、1933年まで日本製粉相談役を務めた。墓所は多磨霊園。